# Tomasz Kruszewski
Tomasz Kruszewski (ur. 1973 w Toruniu) – polski uczony z zakresu nauk o komunikacji społecznej i mediów, psychoterapeuta poznawczo-behawioralny i trener umiejętności osobistych, doktor habilitowany nauk humanistycznych, nauczyciel akademicki, profesor nadzwyczajny Uniwersytetu Mikołaja Kopernika w Toruniu, kierownik Zakładu Komunikacji Społecznej UMK.

## Życiorys naukowy
W 2005 na podstawie rozprawy pt. Biblioterapia w procesie usamodzielniania wychowanków placówek opiekuńczo-wychowawczych uzyskał na Wydziale Nauk Historycznych UMK stopień naukowy doktora nauk humanistycznych. W 2013 na podstawie dorobku naukowego i monografii pt. Przestrzenie biblioteki. O symbolicznej, fizycznej i społecznej obecności instytucji uzyskał na Wydziale Filologicznym Uniwersytetu Wrocławskiego stopień doktora habilitowanego nauk humanistycznych w dyscyplinie bibliologia i informatologia. Specjalizuje się w komunikacji społecznej w organizacji oraz społeczno-kulturowych aspektach sztucznej inteligencji.
Stypendysta Fundacji im. Theodora Körnera, Julius-Maximilians-Universität Würzburg,  Bayerischen Staatskanzlei, Fundacji Lanckorońskich. 